# Caenohomalopoda koreana
Caenohomalopoda koreana is een vliesvleugelig insect uit de familie Encyrtidae. De wetenschappelijke naam is voor het eerst geldig gepubliceerd in 1981 door Tachikawa, Paik & Paik.